# Roccavivara
Roccavivara è un comune italiano di 594 abitanti della provincia di Campobasso, in Molise.

## Storia
Sulle origini del suo nome esistono due ipotesi, la prima vuole che esso derivi da Rocca Bonnarii, facendo riferimento al suo fondatore, un certo Bonnario; la seconda che esso provenga da Rocca di Vivara, riferendosi alla contrada di Vivara tuttora esistente e confinante con il comune di Roccavivara.
La parte bassa dell'agro di Roccavivara offre ampie testimonianze della presenza di centri abitati all'epoca di Roma repubblicana ed imperiale. Notizie storiche ci dicono che nel 1268 era feudatario di Roccavivara Gualtiero di Vollers; a costui seguì Bertrando Cantelmo, la cui discendenza tenne il dominio fino al 1442. Successivamente il potere passò ai Sangro, ai Carafa e ai Coppola fino all'abolizione della feudalità. In località San Fabiano è stato rinvenuto un sito molto interessante: una villa romana sicuramente costruita su un pianterreno sostenuto da una costruzione megalitica.
Di pregevole valore storico-artistico è la Chiesa di Santa Maria in Canneto, costruita nella omonima contrada, così denominata per la sua vicinanza al fiume Trigno, zona quindi ricca di canneti. La chiesa venne costruita su un luogo di culto già esistente, e, sebbene non sia chiara la data della sua costruzione, la prima notizia dell'edificio è databile intorno al 706, come testimoniato da un documento nel quale il duca Gisulfo I di Benevento fa dono della chiesa ai monaci benedettini di San Vincenzo al Volturno.
Nel 1097 la chiesa appare nell'elenco dei beni confermati da Papa Urbano II all'Abate di Montecassino Oderisio, da lui creato anche Cardinale; ciò significa che tra l'VIII e l'XI secolo il possesso della chiesa migrò da San Vincenzo a Montecassino, probabilmente alla fine del IX secolo o all'inizio del successivo, a seguito della violenta distruzione del monastero volturnense per mano dei Saraceni. Nel 1112 la chiesa è ancora tra i possedimenti diretti di Montecassino, come attesta una Bolla di Papa Pasquale II all'abate cassinense Gerardo.
Nella facciata a torre e nella torre campanaria della chiesa si individuano frammenti di reimpiego riconducibili all'VIII e IX secolo, sicuramente appartenenti alla prima costruzione, di cui non rimane alcuna struttura.
L'interno della chiesa è a tre navate con copertura a capriate e colonne romane, provenienti da qualche costruzione non lontana, sormontate da capitelli romanici. Offre un consistente numero di sculture che ornano la lunetta del portale e i capitelli. Notevole e anche raro per l'apparato iconografico, è l'ambone duecentesco 1223. In una galleria di sei archetti ciechi presenta sei statuette raffiguranti monaci benedettini in vari atteggiamenti.

### Simboli
Lo stemma e il gonfalone sono stati adottati con delibera del consiglio comunale.
Nello stemma, d'argento, è raffigurata una fascia d'azzurro, con una torre quadrangolare rossa, attraversante sulla fascia e fondata su un colle movente dalla punta.

## Monumenti e luoghi d'interesse

### Santuario della Madonna del Canneto
La chiesa giunta ai nostri giorni risale ai secoli XI-XII, ha pianta a croce latina, con tre absidi. La facciata non ha elementi decorativi rilevanti, se non un bassorilievo sulla lunetta del portale. Nei muri esterni della chiesa sono inserite lapidi e varie iscrizioni di epoca romana e medievale, mentre, sulla destra, si leva una possente campanile, ultimato nel 1329 ad opera dell'Abate Nicola, consistente in una torre merlata di stampo gotico con trifore sulle arcate. 

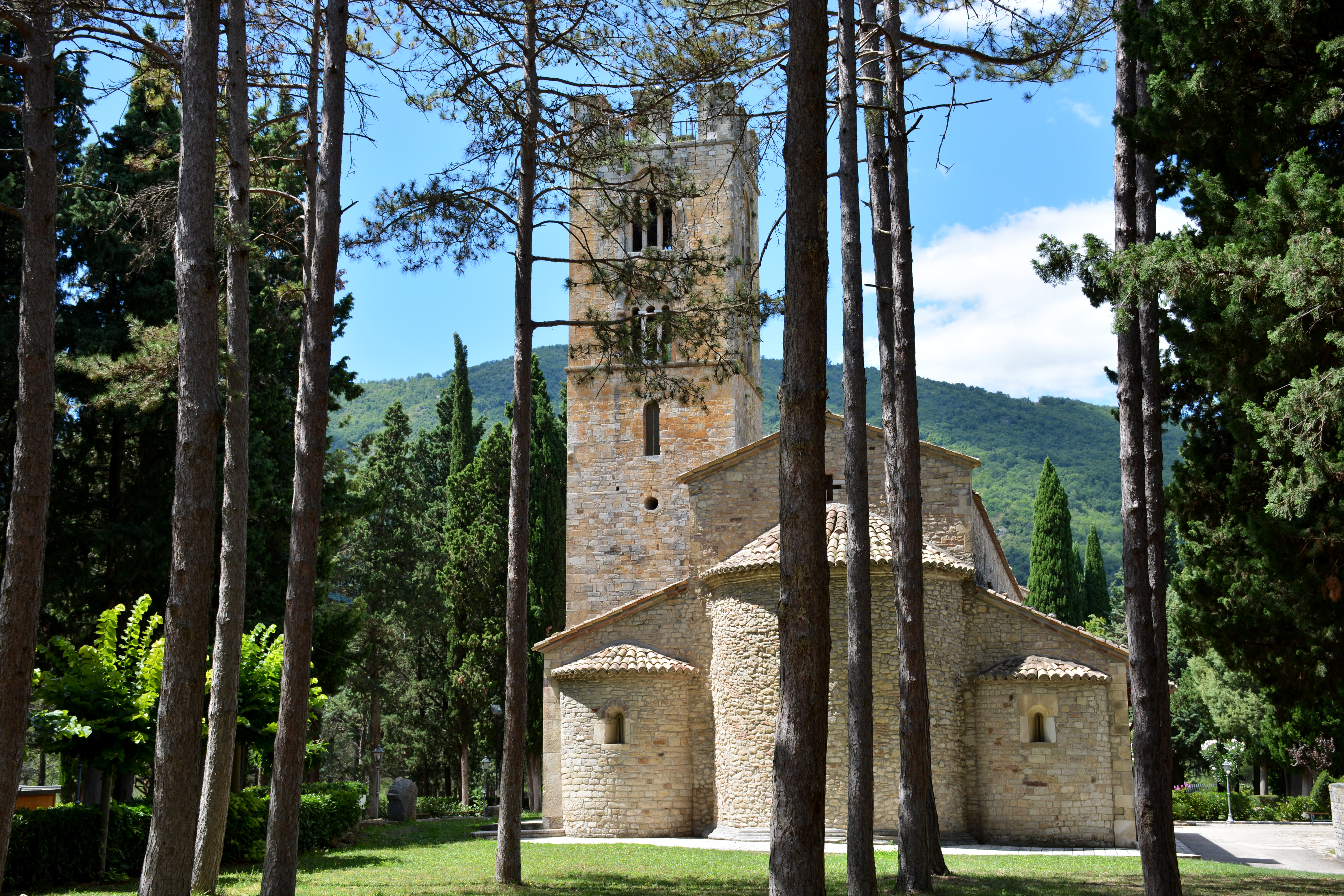
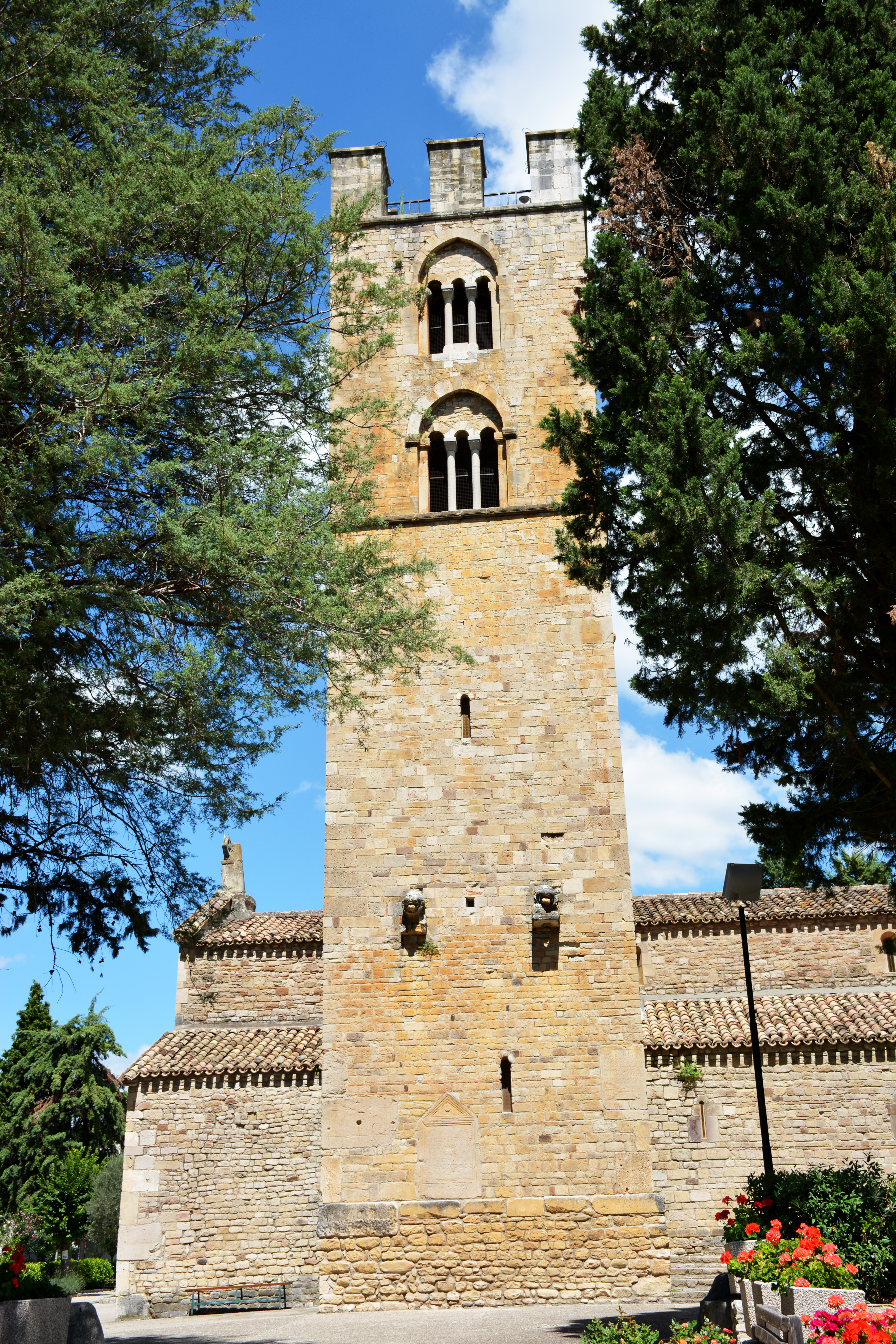
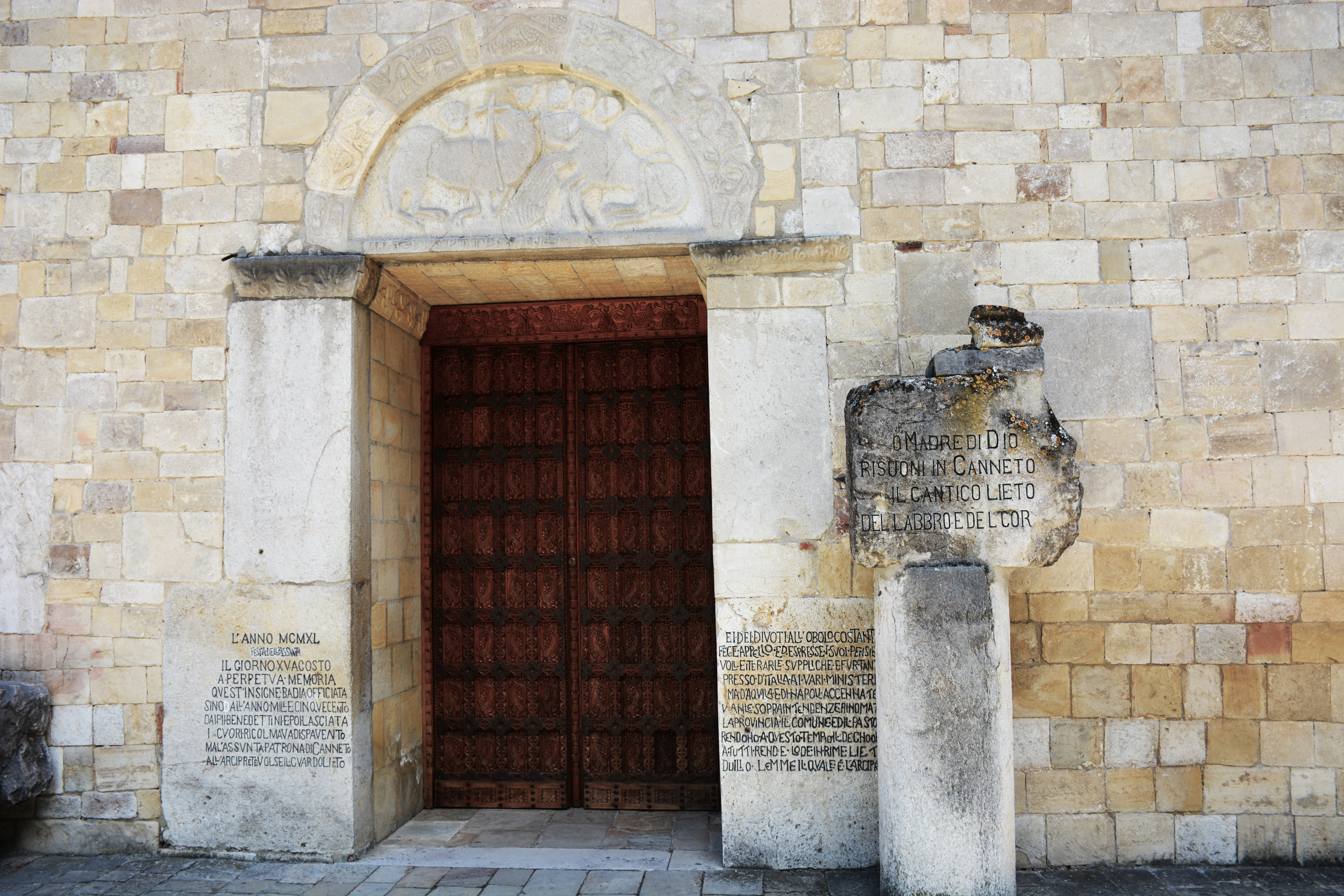
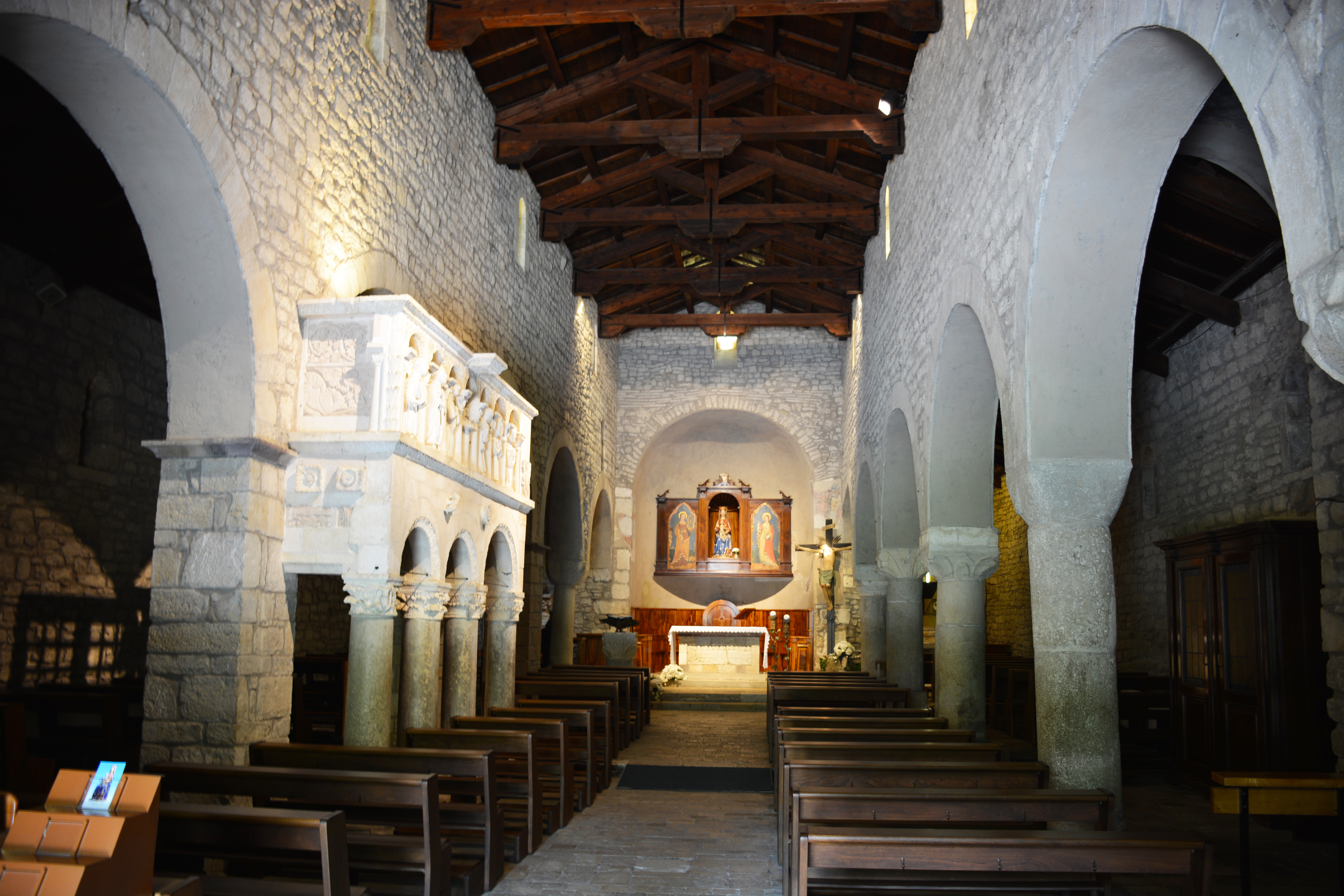
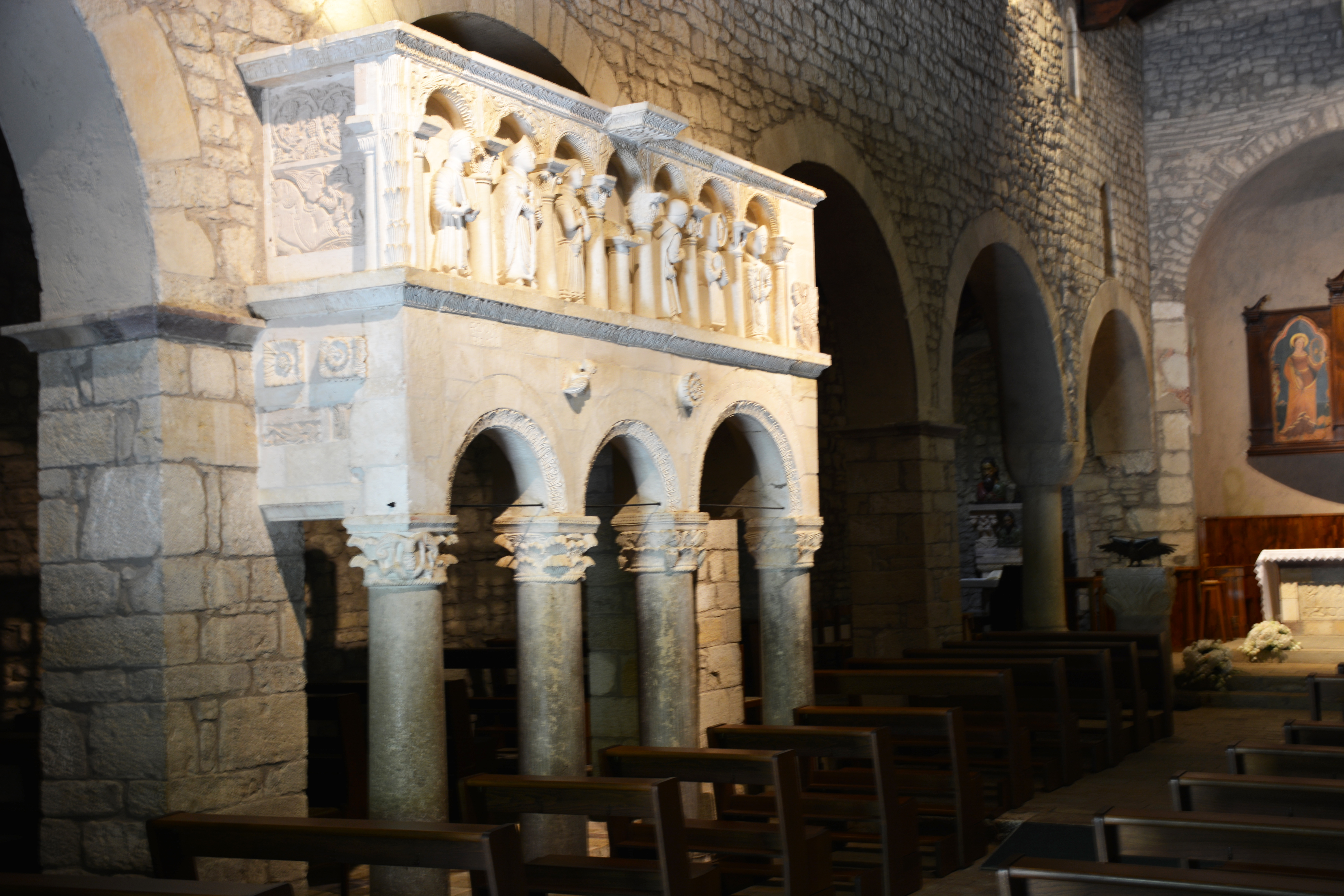
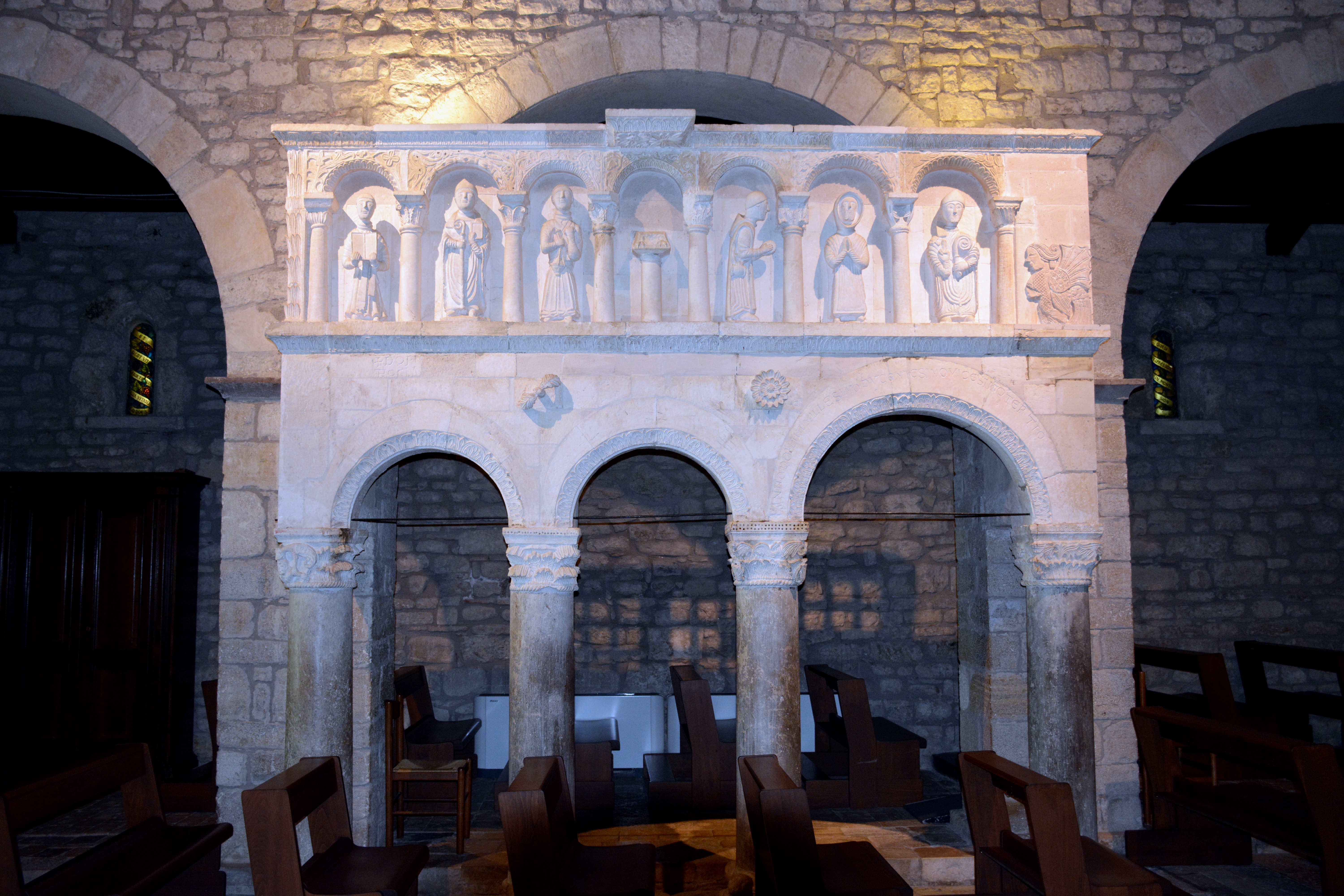
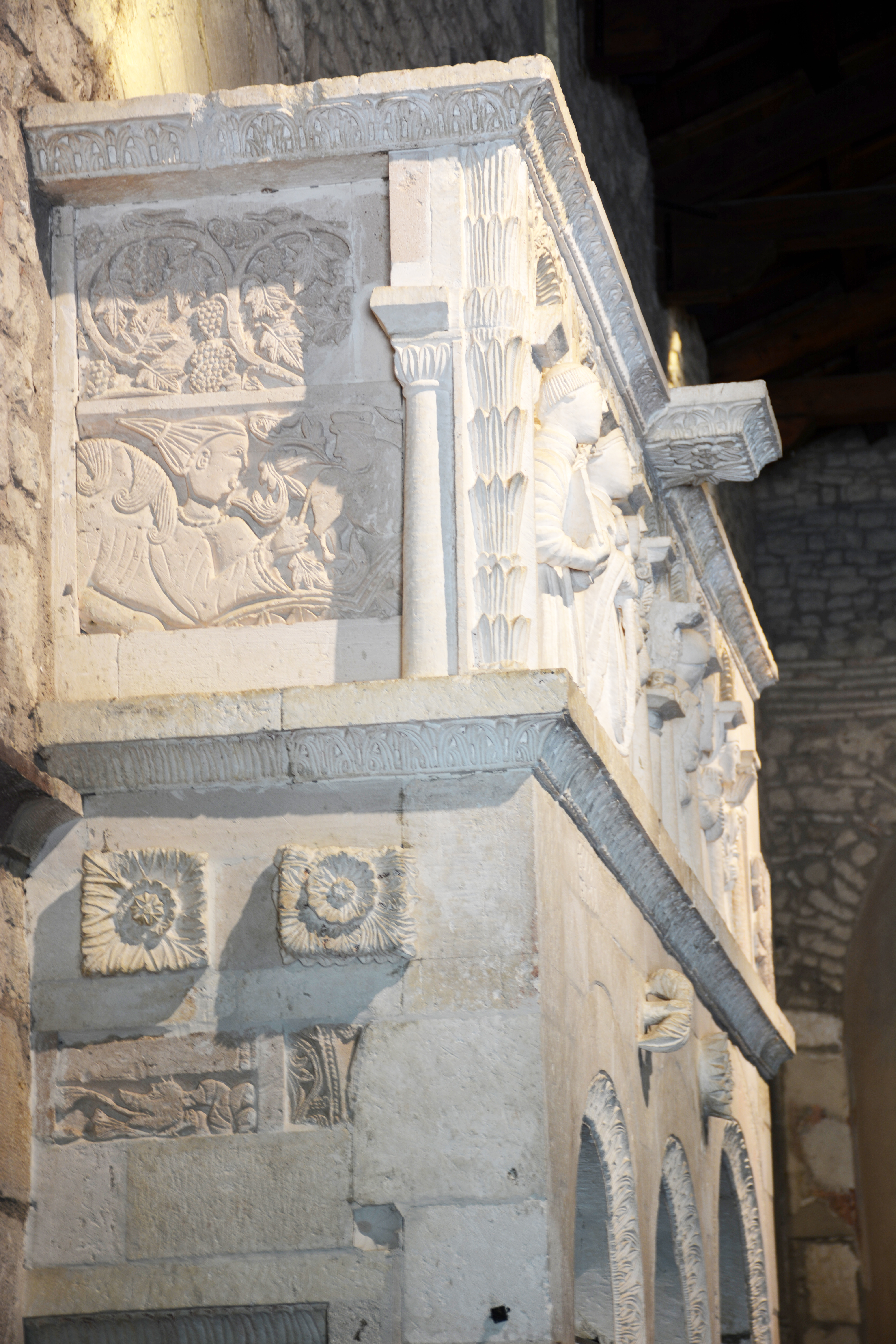

L'interno della chiesa è austero e a tre navate, ciascuna terminante con un'abside semicircolare. Lungo la navata centrale è collocato un pregevole ambone, finemente decorato, realizzato nel 1223, in parte con materiali di reimpiego più antichi. L’ambone è sostenuto da tre archi disuguali e, sotto il parapetto, si aprono sette piccole edicole: quella centrale doveva sostenere un’aquila che, con le sue ali spiegate, fungeva da leggio. Le altre sono occupate da sei monaci in altorilievo, intenti alle attività che rappresentano la regola monastica dell’ora et labora.
Dietro l'altare maggiore è collocata la statua della Madonna di Canneto, risalente al XIV secolo, in stile gotico, e conosciuta anche come la Vergine del Sorriso.
Nell’area adiacente alla chiesa, sono presenti scavi archeologici che hanno riportato alla luce resti di una Villa romana del I secolo d.C.

### Chiesa parrocchiale di San Michele Arcangelo
Si trova in Largo Chiesa, nel centro storico. Fu costruita circa nel XIII secolo, e modificata all'interno in stile barocco dopo il 1575, quando furono costruiti altari laterali. La chiesa ha pianta rettangolare, con facciata in pietra concia, ornata da un grande portale gotico a sesto acuto. L'insieme di strombature è abbastanza semplice, con alcune decorazioni dei capitelli delle cinque colonnine. Presso la lunetta c'è una decorazione di ferro battuto con la croce che emana raggi di luce.
Il campanile a torre è ornato in cima dalla classica cuspide curvilinea che termina a cipolla, motivo tardo barocco tipico del napoletano. Presso l'interno a navata unica si trova una statua policroma del XII secolo, dedicata all'Arcangelo. L'insieme è a navata unica, in origine due, con decorazioni semplici a stucco, mostrando però molte parti intonacate di bianco. Principalmente fastosi sono gli altari laterali, con le cornici ornate a stucco. Presso l'altare maggiore oltretutto si trova un prezioso fonte battesimale trecentesco, con rombi su ciascun lato, che incorniciano delle decorazioni a motivi vegetali. Il fonte è incassato in una cornice a rilievo sulla parete, che mostra un mosaico moderno pseudo bizantino, raffigurante il battesimo di Gesù.

## Società

### Tradizioni e folclore
Particolare cura viene messa nella preparazione e nello svolgimento della festa di San Giuseppe che ricorre due volte l'anno. Le famiglie che conservano le tradizioni tramandate dagli avi, invitano a pranzo, a base di baccalà e cereali il 19 marzo e a base di carne il primo maggio, tre persone rappresentanti la Sacra Famiglia. La festa è preceduta dalla Benedizione del Pane che verrà consumato dalle famiglie.
Il 5 agosto, festa del patrono Sant'Emidio, si svolgono Le Traglie, una sfilata di carri trascinati da buoi e altri animali ornati con grano, che il popolo dona al santo.
Un'altra tradizione è quella del Gallo di San Rocco. Un gallo veniva collocato in un tombino da cui fuoriusciva solo la testa; al cospetto degli astanti, una persona bendata tentava di ammazzare l'animale vibrando un deciso colpo di verga. Da qualche anno la manifestazione si svolge utilizzando un gallo finto di gesso dopo ripetute proteste degli animalisti.
Un'altra iniziativa rilevante perseguita da molte famiglie e ripresa dalla locale pro-loco è quella denominata Le Sagne de la Madonna. La cerimonia prevede da parte dei devoti di inviare sette ragazze e un'anziana signora in località Santa Maria di Canneto. Il gruppo rappresenta al cospetto della Santa Vergine i desideri e le intenzioni della famiglia. Al ritorno in paese viene fatto trovare loro un piatto tipico detto Le Sagn' de la Madonne, pasta fatta in casa condita con sugo o aceto e spezie varie. Il pasto viene poi distribuito agli altri rocchesi.

### Evoluzione demografica
Abitanti censiti

## Amministrazione
| Periodo           | Periodo           | Primo cittadino          | Partito                              | Carica      | Note  |
| ----------------- | ----------------- | ------------------------ | ------------------------------------ | ----------- | ----- |
| 11 giugno 1985    | 26 giugno 1990    | Gennaro Tufilli          | Democrazia Cristiana                 | Sindaco     | [ 8 ] |
| 26 giugno 1990    | 28 gennaio 1992   | Gennaro Tufilli          | Democrazia Cristiana                 | Sindaco     | [ 8 ] |
| 1º aprile 1992    | 18 maggio 1992    | Nicolino Bonanni         |                                      | Comm. pref. | [ 8 ] |
| 18 maggio 1992    | 10 ottobre 1992   | Nicolino Bonanni         |                                      | Comm. str.  | [ 8 ] |
| 16 ottobre 1992   | 17 novembre 1997  | Gaspare Domenico Di Lisa | Democrazia Cristiana                 | Sindaco     | [ 8 ] |
| 17 luglio 1993    | 25 gennaio 1995   | Mauro Tufilli            | Democrazia Cristiana                 | Sindaco     | [ 8 ] |
| 23 marzo 1995     | 7 agosto 1995     | Michele Larivera         | Democrazia Cristiana                 | Sindaco     | [ 8 ] |
| 17 novembre 1997  | 20 settembre 1999 | Mauro Natale             | centro-sinistra                      | Sindaco     | [ 8 ] |
| 20 settembre 1999 | 28 ottobre 1999   | Cristina Marzano         |                                      | Comm. pref. | [ 8 ] |
| 28 ottobre 1999   | 17 aprile 2000    | Cristina Marzano         |                                      | Comm. str.  | [ 8 ] |
| 17 aprile 2000    | 5 aprile 2005     | Franco Antenucci         | lista civica Insieme per Roccavivara | Sindaco     | [ 8 ] |
| 5 aprile 2005     | 30 marzo 2010     | Franco Antenucci         | lista civica Insieme per Roccavivara | Sindaco     | [ 8 ] |
| 30 marzo 2010     | 1º giugno 2015    | Domenico Di Lisa         | lista civica Insieme per Roccavivara | Sindaco     | [ 8 ] |
| 1º giugno 2015    | 21 settembre 2020 | Franco Antenucci         | lista civica Insieme per Roccavivara | Sindaco     | [ 8 ] |
| 21 settembre 2020 | In carica         | Angelo Minni             | lista civica Roccavivara oltre       | Sindaco     | [ 8 ] |